# Porto de Pedras
Porto de Pedras est une municipalité brésilienne dans l'État de l'Alagoas.